# 大生地產
大生地產發展有限公司（港交所：0089）由馬錦燦創立，現由馬清偉任主席，為馬氏家族營運。

## 歷史
馬錦燦於1968年9月20日開辦大懋有限公司。於1973年2月21日，該公司在香港聯交所上市，並改稱大生地產發展有限公司。
已故馬錦燦先生於1968年9月20日以「大懋有限公司」名稱成立本公司，並於1973年1月8日改稱為「大生地產發展有限公司」。1973年2月21日起於香港聯合交易所上市。﹙港股00089/簡稱大生地產）
在營運初期，業務主要是香港倉庫、冷庫及一般貨倉服務。隨後主要業務擴展為香港建成及投資各類物業，當中包括工業大廈、商鋪及辦公室大廈及住宅物業；亦於美國建成及投資辦公室大廈。近年，本公司營運進一步多元化至酒店業。

## 業務
大生地產的早期業務包括儲倉、冷藏等倉庫服務。
後來，集團主要業務為物業投資、物業租賃、物業發展、房地產管理及代理及酒店經營。
TS Tower（香港黃竹坑香葉道43號）　
TS Tower是一個綜合式發展項目，位於香葉路43號，鄰近黃竹坑港鐵站。大樓有辦公室及餐廳樓層，及引入由集團營運之全新酒店 - 雅格酒店（Hotel Arca），擁有187間客房及套房，提供餐飲、健身設施，頂樓設有露天游泳池。
橋滙 Gateway ts（新界青衣長輝路8號）　　
橋滙建於1985年，工業用途樓高22層，總樓面108.2萬平方呎。面向葵涌貨櫃碼頭, 位於青衣海旁，步行至青衣站10分鐘。
早禾居 Floral Villas（新界西貢早禾坑早禾路18號）　　
早禾居位於西貢早禾坑，包括28個單位、41間獨立屋及9間大面積獨立屋，實用面積約900-3,970平方呎。屋苑內有私人會所，設施包括綜合球場、遊樂場、泳池及健身室等；跑道和緩跑徑；以及健身房和多功能室。離西貢市中心約十分鐘車程。
翡格酒店 the Figo（香港上環皇后大道西77-91號荷李活中心）　　
翡格（前身為LBP酒店）由集團營運，位於香港西區，數分鐘步行路程可達西營盤及上環港鐵站、澳門客運碼頭和巴士站。酒店設有46間無煙客房，提供三款雅緻客房︰豪華客房及套房、商務套房及尊貴白金套房。2013年至2019年獲得TripAdvisor頒發的卓越證書。

## 項目

### 香港
- 黃竹坑香葉道TS Tower
- 西貢早禾居
- 青衣橋滙（工廈）
- 上環荷李活中心（包括酒店the Figo）
- 山頂白加道1號
- 山頂施勳道20及22號，地盤面績4.1萬平方呎
- 舊山頂道3號錦園大廈（部份單位）
- 尖沙嘴彌敦道186號有利大廈
- 尖沙嘴彌敦道190號戰前洋樓

### 美國
- 三藩市萬金來街456號MONTGOMERY PLAZA

## 外部連結
- 大生地產（页面存档备份，存于）